# 罐頭笑聲
罐頭笑聲（英語：Laughter track）也稱背景笑聲，是指在「觀眾應該笑」的片段插入預先錄製好的笑聲，這種“機械式”笑聲最早在美國電視情景劇中使用，後來也見於搞笑綜藝等电视節目中。

## 名称由来
“罐頭”的美式英文稱為“can”，由於錄製好的笑聲、音樂等播出來總会是千篇一律，就好像罐頭食品吃起來總是同一个味道一樣，所以这种笑聲被稱為罐頭笑聲（canned laughter）。